# Мусељево
Мусељево (буг. Муселиево) је налазиште на отвореном простору у близини бугарског града Плевена, на којем је откривен велики број бифацијално окресаних листоликих шиљака, за које се тврди да потичу из средњег палеолита који је датиран око 50.000. године п. н. е.